# WHATWG
Web Hypertext Application Technology Working Group (WHATWG) er et fællesskab af folk interesseret i at videreudvikle HTML og relaterede teknologier. WHATWG blev grundlagt af personer fra Apple Inc., Mozilla Foundation og Opera Software, førende Webbrowser leverandører i 2004.
Google tilsluttede sig efterfølgende WHATWG.
Det centrale organisationelle medlemskab og styring af WHATWG i dag - dets "styregruppe" - består af Apple, Mozilla, Google og Microsoft. WHATWG har et lille, kun-via-invitation kaldet "Members". Enhver kan deltage som "bidragyder" ved at tilmelde sig WHATWG-maillisten.